# Molotanaissus makrotrichos
Molotanaissus makrotrichos is een naaldkreeftjessoort uit de familie van de Tanaissuidae. De wetenschappelijke naam van de soort is voor het eerst geldig gepubliceerd in 1986 door Sieg.